# New London (Connecticut)
New London – miasto w Stanach Zjednoczonych, w stanie Connecticut, przy ujściu rzeki Thames do zatoki Long Island Sound (Ocean Atlantycki).
W mieście rozwinął się przemysł stoczniowy, włókienniczy oraz papierniczy.

## Religia
- Parafia św. Józefa
- Parafia Matki Bożej Gwiazdy Morza